# Життя Галілея
«Життя Галілея» (нім. Leben des Galilei) — п'єса німецького поета і драматурга Бертольта Брехта, один з найзначніших його творів. Перша редакція п'єси датується 1939 роком, друга, яка значно відрізняється від першої, — 1945-м; на думку ряду дослідників, існує і третя редакція, спеціально підготовлена Брехтом до постановки спектаклю в театрі «Берлінер ансамбль» в 1955 році.
У всіх редакціях п'єса, присвячена історії 300-річної давності, була звернена в сучасність і породжувала різні тлумачення. Цілком традиційна за формою, «Життя Галілея» проте виявилася особливо складна для сценічного рішення, і, хоча ставилася часто, лише деякі постановки стали подією театрального життя.

## Історія створення

### Перша редакція
У першій редакції п'єса «Життя Галілея» була написана Брехтом в еміграції, в Данії; в кінці листопада 1938 року він зазначив у своєму «робочому журналі», що повністю написав «Життя Галілея» протягом трьох тижнів; проте в 1939 році п'єса була доопрацьована.
За свідченням самого драматурга, при реконструкції птолемеєвської системи світобудови йому допомагали асистенти Нільса Бора, що працювали в цей час над проблемою розщеплення ядра. Дізнавшись від них про розщеплення атома урану, здійсненому Отто Ганом і Фріцем Штрассманом в Берліні наприкінці 1938 року, Брехт, на відміну від фізиків, дав цьому відкриттю позитивне тлумачення і навесні 1939 року вклав в уста Галілея слова: "Поки подекуди відбуваються найбільші відкриття, здатні безмірно помножити щастя людей, величезні частини цього світу занурені в темний ліс ". У цій першій редакції, перш ніж передати учневі рукопис «Бесід» (Discorsi), Галілей говорив, що наука не може терпіти в своїх рядах людей, не готових заступитися за розум: «Їй належить з ганьбою проганяти їх, бо вона прагне не упустити ні однієї істини, в світі брехні у неї не було б підтримки».
На початку п'єси Галілей проголошував настання «нових часів» — передмова до першої редакції свідчить про те, що основною її темою була реакція, яка в історії неминуче слідує за будь-якими «новими часами»
У 1940 році п'єса була розмножена на склографі видавництвом Петера Зуркампа в театрально-прокатних цілях. Прем'єра першої редакції «Життя Галілея» відбулася 9 вересня 1943 року в цюріхському «Шаушпільхауз» в постановці Леонарда Штеккеля; оформив спектакль Тео Отто, музику до нього написав Ганс Ейслер.
Брехт виходив з того, що знамениті слова Галілея «І все-таки вона крутиться!» насправді не були вимовлені; відповідно, в п'єсі вони були відсутні, Галілей зрікався своїх ідей без будь-яких застережень. Проте, як незабаром з'ясувалося, первісна редакція п'єси залишала можливість помилкових, з точки зору автора, тлумачень: «Деякі фізики, — писав Брехт, — говорили мені, і до того ж дуже схвально, що відмова Галілея від свого вчення, незважаючи на деякі» коливання ", зображений у п'єсі як цілком розумний крок, оскільки він дав йому можливість продовжити свої наукові праці та передати їх потомству. Якби вони мали рацію, це означало б невдачу автора "

### Друга редакція
У 1945—1946 роках, в Сполучених Штатах, працюючи разом з актором Чарльзом Лоутоном над перекладом п'єси англійською мовою, Брехт вніс до неї істотні зміни: він видаляв всі репліки, ремарки, навіть деякі епізоди, які могли викликати прихильність до позитивного тлумачення поведінки Галілея. У самий розпал цієї роботи були скинуті атомні бомби на Хіросіму і Нагасакі — сам Брехт вважав, що не так внесені ним зміни, скільки атомна бомба «освітила конфлікт Галілея з владою новим, яскравим світлом». У всякому разі, в цій новій редакції Брехт додав до фінального монологу Галілея слова: «… Прірва між вами і людством може виявитися настільки величезною, що в один прекрасний день ваш переможний клич про нове відкриття буде зустрінутий криком жаху». Як вважав Ернст Шумахер, у другій редакції, в порівнянні з першою, Брехт більш чітко висвітлив і «протиріччя прогресу і реакції в суспільстві».
В «американської» редакції «Життя Галілея» вперше була поставлена в липні 1947 року в «Коронет театрі» (The Coronet Theatre) в Лос-Анджелесі режисером Джозефом Лоузі, при активній участі самого автора; Галілея зіграв Лоутон. За свідченням Чарльза Чапліна, лос-анджелеської «кіноколоніі» спектакль видався надто вже мало театральним. Як писав сам Брехт, і в Лос-Анджелесі, і трохи пізніше в Нью-Йорку, в експериментальному театрі Американської національної театральної академії (Maxine Elliott's Theatre), «Життя Галілея» гралася в невеликих театрах, з аншлагом, але мала погану пресу; через велику кількість зайнятих у виставі акторів прибуток виявився дуже скромним, і в результаті американська постановка п'єси «так і не вийшла за рамки експерименту». Надзвичайно задоволений виконанням, Брехт залишив докладний, картина за картиною, опис Лоутона-Галілея. Що ж стосується Д. Лоузі, то він повернувся до п'єси в 1975 році, коли вона вже отримала всесвітнє визнання, — зняв фільм під назвою «Галілео»
Українською мовою друга редакція «Життя Галілея» була перекладена з німецької: Зінаїдою Йоффе (переклад віршованих частин та загальна редакція перекладу — Василь Стус)

## Дійові особи
- Галілео Галілей
- Андреа Сарті
- Пані Сарті, економка Галілея, мати Андреа
- Людовіко Марсилі, багатий молодий чоловік
- Приули, куратор університету в Падуї
- Сагредо, друг Галілея
- Вірджинія, дочка Галілея
- Федерцоні, шліфувальник лінз, помічник Галілея
- Козімо Медічі, великий герцог Флоренції
- Патер Христофор Клавіус, астроном
- Маленький чернець
- ІНКВІЗИТОР
- Кардинал Барберіні, він же — папа Урбан VIII
- Кардинал Беллармін
- Філіппо МУЦІУС, вчений
- Гаффоне, ректор університету в Пізі

## Сюжет
Дія відбувається в Італії XVII століття, в Падуї та Флоренції, протягом 28 років. На початку п'єси Галілео Галілею 46 років; в його будинку, крім нього і дочки Вірджинії, живе економка — пані Сарті з сином Андреа. Наукові заняття не приносять Галілею доходів: математика, стверджує куратор Падуанського університету, «не так необхідна, як філософія, і не так корисна, як богослов'я». Вчені у Венеціанській республіці захищені від інквізиції, але отримують гроші, і Галілей заробляє на життя, викладаючи математику заможним учням, винаходячи нові пристосування, «іграшки» на кшталт пропорційного циркуля або машини, як, наприклад, водяний насос, але справжня його пристрасть — астрономія. Йому здається, що наступили «нові часи» і що людство ось-ось вирветься з замкнутої системи світобудови, створеної Птолемеєм. У вільний від роботи час він долучає до поки ще забороненого вчення Коперника найвдячнішого зі своїх учнів — юного Андреа Сарті.
У будинку Галілея з'являється багатий молодий чоловік Людовіко Марсилі, готовий брати уроки, але виключно за наполяганням батьків: «в науках адже завжди все не так, як слід по здоровому людському розумінню». Від нього Галілей дізнається про новий винахід голландських майстрів — невелику збільшувальну трубу. За описами Людовіко учений створює телескоп, за допомогою якого виявляє в небесному просторі явища, що підтверджують вчення Коперника. Однак друг Галілея Сагредо не поділяє його захоплення — можновладці не можуть залишати на волі людину, що володіє істиною: «Злощасний той день, коли людина відкриває істину, він засліплений в ту мить, коли увірує в розум людського роду»
Але Галілей вірить в людський розум і в силу доказів — не маючи коштів для своєї наукової роботи, в пошуках багатих покровителів він переїжджає з вільної Венеціанської республіки в більш консервативну Флоренцію і стає радником при дворі герцога Козімо II Медичі. Тут за допомогою телескопа він намагається показати придворним ученим зірки, рух яких спростовує існуючі уявлення про будову Всесвіту. Але вчені у відповідь цитують авторитетного для католицької церкви Аристотеля. І скільки не благає їх Галілей довіритися власним очам, вчені йдуть, так і не глянувши в телескоп.
Спроби Галілея довести, що система світобудови, згідно з якою світ обертається навколо Землі, невірна, приводять його до конфлікту з церквою; кардинал-інквізитор схиляє на свій бік його дочку Вірджинію. Нові надії вселяє в Галілея сходження на святий престол, під ім'ям Урбана VIII, кардинала Барберіні, вченого-математика: «Ми ще доживемо до часу, коли не доведеться озиратися, як злочинцеві, кажучи, що двічі два — чотири».
Вчення Галілея тим часом широко поширюється в народі: нові ідеї підхоплюють вуличні співаки і памфлетисти, астрономічні теми використовують в оформленні карнавальних ходів. Однак чума і невдалі війни, що підривають віру, нарешті, Реформація спонукають церкву посилити боротьбу з інакомисленням. Козімо Медічі відвертається від Галілея, папа Урбан VIII спочатку намагається його врятувати, але врешті-решт поступається доводам кардинала-інквізитора, вимовивши для Галілея лише одне послаблення: його не катувати — йому тільки покажуть знаряддя тортур.
Демонстрації знарядь тортур виявляється досить, щоб зломити Галілея: великий дзвін собору Святого Марка урочисто проголошує про зречення всесвітньо відомого вченого. Розчарований Андреа, улюблений його учень, проклинає вчителя: «Нещасна та країна, у якій немає героїв!» — "Ні! Нещасна та країна, яка потребує героїв ", — відповідає Галілей.
Покинутий учнем, він продовжує, під наглядом ченців, свої дослідження. Проходить десять років; перед від'їздом за кордон Андреа Сарті, сам уже відомий учений, приходить до колишнього вчителя попрощатися. Галілей просить його вивезти з країни екземпляр рукопису, над якою він таємно працював останні роки. В очах Андреа ця праця виправдовує зречення Галілея, проте сам учений не знаходить і не шукає собі виправдання.

## Тлумачення п'єси
У написаному в 1947 році нарисі «Лафтон грає Галілея» Брехт стверджував, що мова в його п'єсі йде «зовсім не про те, що слід твердо стояти на своєму, поки вважаєш, що ти маєш рацію». Коперник на своєму не стояв, крамольні думки він дозволив оголосити лише після своєї смерті, але ніхто його цим не дорікає, — Галілей, за Брехтом, вчинив злочин перед наукою, «коли повів свою науку на боротьбу і зрадив її в ході цієї боротьби». Однак перше німецьке видання, яке побачило світ у 1955 році, супроводжувалося заміткою: «П'єса» Життя Галілея "була написана в еміграції, в Данії, в 1938—1939 рр. Газети опублікували повідомлення про розщеплення атома урану, зробленому німецькими фізиками " — тим самим, як відзначав Ілля Фрадкін, автор натякав на зв'язок задуму п'єси з проблемами атомної фізики, хоча немає ніяких свідоцтв того, що Брехт в кінці 30-х років передбачав створення атомної бомби, і цей зв'язок найменше проглядалася саме в першій, данської редакції п'єси Твердження, ніби «Життя Галілея» — про відповідальність вчених перед суспільством, кочувало зі статті в статтю; при тому, що конфлікт п'єси — зречення від своїх знань, своєї мети, від самого себе, врешті-решт, під загрозою фізичних катувань — не мав нічого спільного ні з проблемою творців атомної бомби, ні з більш пізньою «справою Оппенгеймера», але явно перегукувався з подіями, які в кінці 30-х років були на виду і на слуху у всіх — московськими відкритими процесами. За деякими свідченнями, Брехт сам говорив про це в 1956 році, під час репетицій п'єси в театрі «Берлінер ансамбль». У ці ж роки в так і не закінченому творі "Ме-Ті. Книга змін "Брехт як би від імені китайського філософа намагався розібратися в тому, що відбувається в СРСР, і, хоч як обережно суджень, з приводу відкритих процесів написав: " … Якщо від мене вимагають, щоб я (без доведення) вірив у щось доказове, то це все одно, що вимагати від мене, щоб я вірив в щось недовідне. Я цього не зроблю … бездоказовим процесом він завдав шкоди народові "
Лев Копелєв в своїй книзі про Брехта зазначив, наскільки Галілей у виконанні Ернста Буша в спектаклі «Берлінер ансамбль» відрізнявся від Галілея Лоутона: "Відмінності, — писав він, — на перший погляд парадоксальні: Лафтон — багатий американець, аполітичний і життєрадісний до безпечності — беззастережно засуджує відступника Галілея, не допускає ніякої поблажливості до боягузливого ненажери і себелюба … Буш — син робітника з північної Німеччини, вихований в пуританських традиціях, переконаний комуніст, що відчув жорстокі негаразди і смертельну небезпеку, — виявляється поблажливішим до великого вченого, зломленого низинними силами самозбереження — страхом і егоїстичними розрахунками … Суть в тому, що Буш по-іншому ставиться до наукової творчості Галілея і до його здатності «насолоджуватися мисленням». Лафтон відчував це як стихійну пристрасть, майже тотожну плотської. А Буша привертає мислитель-революціонер, відважний, впертий шукач істини "
На політичний підтекст п'єси вказував в 1964 році І. Фрадкін в своїх коментарях до «Життя Галілея» — в міру відпущених йому цензурою можливостей: перша редакція п'єси відрізнялася від більш пізніх саме тим, що засудження Галілея було в ній ще не настільки однозначним, оскільки Брехт «мав на увазі ту складну і часом хитромудру тактику, до якої доводиться вдаватися борцям-підпільникам (зокрема, антифашистам у Третій імперії)». Про те ж двадцятьма роками пізніше писав Ернст Шумахер: «… Брехт показав, як можна поширювати правду і після поразки — саме хитрістю». Юрій Любімов поставив «Життя Галілея» в Театрі на Таганці в 1966 році — в той самий час, коли більш імениті артисти підписували Лист 25-ти і Лист 13-ти проти реабілітації Сталіна. І хоча ставив він більш пізню редакцію п'єси, засудження Галілея режисер пом'якшив: це був спектакль насамперед про «нещасну країну, яка потребує героїв», — Любимов впізнавав в «Житті Галілея» саме вітчизняний конфлікт. Як і Маріанна Строєва, яка писала в рецензії на спектакль: «На жаль, його дилеми дуже живі». У роки перебудови ту ж думку вже з більшою відвертістю висловив Юрій Барбой, згадуючи про те, як Ернст Буш грав Галілея в 1957 році: "… не один же Галілей робить вибір і зраджує свою мету; Буш-громадянин «приміряє» на себе і своїх сучасників цей же радикальний вибір

## Художні особливості
З точки зору форми сам Брехт називав «Життя Галілея» п'єсою «опортуністичної»: у порівнянні з «Кавказьким крейдяним колом», який фахівці вважають найбільш послідовним втіленням теорії «епічного театру», «Життя Галілея» здається цілком традиційною, в ній практично відсутні ті прийоми, за допомогою яких Брехт домагався «ефекту очуження»; в ній немає навіть звичайних для Брехта зонгів, що розширюють часові та просторові рамки п'єси, що включають в неї самого автора, — в «Житті Галілея» автор присутній лише в невеликих віршованих епіграфах до картин.
Разом з тим Павло Марков відзначав, що «Життя Галілея» дуже складна для сценічного рішення: в ній немає інтриги, немає тих великих подій, які можуть прикувати увагу глядачів. П'єса складається з цілком самодостатніх сцен, об'єднаних, відповідно до принципів «епічного театру», що не сюжетом в звичному сенсі цього слова, а авторською думкою, при цьому думкою «що шукає», — саме за неї, за задумом Брехта, повинен стежити глядач. Цією своєю особливістю «Життя Галілея» пред'являє особливо високі вимоги до акторів, в першу чергу до виконавця головної ролі: у брехтівського Галілея занадто мало «переживань», щоб він міг захопити публіку засобами психологічного театру. Тут Брехтом, як ні в якій іншій п'єсі, необхідний актор мислячий, здатний зацікавити глядачів розвитком авторської думки
Зовні «Життя Галілея» схожа на звичайну біографічну драму, це не парабола, як багато інших п'єси Брехта; він досить строго дотримувався історичну канву, в ремарках точно датував основні події життя Галілея; але при цьому застерігав від буквального тлумачення сюжету, зокрема, в одному з коментарів до п'єси писав: "Театрам дуже важливо знати, що, якщо постановка цієї п'єси буде спрямована головним чином проти католицької церкви, сила її впливу буде в значній мірі втрачена. … Саме в наші дні було б вкрай ризиковано ставити на боротьбу Галілея за свободу науки печатку боротьби проти релігії. Це найбільш небажаним чином відволікло б увагу від нинішньої аж ніяк не церковної реакційної влади ". Авторське тлумачення сюжету по-різному в різних редакціях п'єси, але думка Брехта щоразу була звернена до актуальних подій, — цей що залишився в підтексті зв'язок історії 300-річної давності з сучасністю, власне, і повинен був виявити театр. "Постановка цієї п'єси, — писав Ілля Фрадкін, — по плечу лише великим театрам, котрі володіють яскравими акторськими індивідуальностями «Життя Галілея» в театрі Брехта.

## Сценічна доля
У Німеччині п'єсу вперше поставив Фрідріх Зимі в Кельні — прем'єра відбулася в травні 1955 року. У тому ж році Брехт приступив до постановки «Життя Галілея» в створеному ним театрі «Берлінер ансамбль», доручивши головну роль улюбленому акторові Ернсту Бушу. Він зробив в тексті п'єси деякі купюри, зокрема, цілком видалив картину V (Чума) і картину XV, в якій Андреа Сарті провозить рукопис Галілея через кордон, — мабуть, керуючись тими ж міркуваннями, що і в «американської» редакції: НЕ героїзувати Галілея і не давати привід тлумачити його зречення як розумний акт, здійснений в інтересах науки. Ці купюри, як і деякі зміни тексту, одні вважають суто режисерськими, іншим вони дають підстави говорити про третю, «берлінської» редакції п'єси. Так, Е. Шумахер вважав, що уточнення, внесені Брехтом в фінальне самоосудження Галілея, наблизило п'єсу до актуальних проблем науки: постановка п'єси в Берліні була задумана незабаром після випробувань водневої бомби.
З цієї актуалізацією було пов'язано і тлумачення образу головного героя: судячи зі збережених записів репетицій, Брехт хотів, щоб Галілей був одночасно «досконалим негідником» і «героєм», який з вини суспільства, що розглядає творчість як злочин, сам стає злочинцем; він бачив Галілея «ненажерою і плотським, грішним і приземленим», що розривається між двома пороками — «наукою і обжерливістю». Такому трактуванню противився Буш, який довгий час взагалі відмовлявся грати в п'єсі. Глядачі в результаті побачили іншого Галілея, що під час гастролей театру в Росії, поряд з Л. Копелевим, зазначив і Ю. Юзівський: "Галілей Буша любить життя, але не обов'язково в її низинному, споживацькому варіанті, а більше в піднесеному, в творчому — Буш не хоче даремно принижувати свого героя … Горезвісне «обжерливість» ми виявили в спектаклі лише одного разу, коли Галілей із задоволенням п'є молоко, віддаючи належне його якостям … "
Чи був такий Галілей порушенням авторської волі, або Бушу (разом з Еріхом Енгелем, спочатку запрошеним в співпостановники) вдалося автора переконати, у всякому разі, в травні 1956 року тяжко хворий Брехт писав Бушу: "… Я дуже шкодую, що не зможу брати участь в остаточному формуванні образу вашого Галілея. Особливо після останньої репетиції заключній сцени я побачив, що ви, я переконаний, створюєте чудовий образ! "
Галілей Буша, в перших картинах — повнокровна життєлюбна людина епохи Відродження, наділений, за словами критика, особливим даром «добре відчувати себе на землі», у фінальній сцені з'являвся спустошеним, до всього байдужим, нічому не здатним радіти — людиною, давно втратили сенс життя; навіть таємна робота над рукописом, яку Андреа вивіз за кордон, не могла повернути йому втрачений сенс. На відміну від Лоутона, Буш розповідав історію Галілея як трагедію.
Брехт спектакль не побачив, постановку після його смерті завершив старий соратник Еріх Енгель. На прем'єрі, що відбулася 15 січня 1957 року народження, артистів викликали на уклін 60 разів; відомий театральний критик Г. Иеринг назвав спектакль «історичною віхою, яка, можливо, буде поворотним пунктом у житті німецького театру». Галілея Буша так само докладно, як колись Брехт — Галілея Лоутона, описав Ганс Ейслер  Вистава «Берлінер ансамбль» отримав міжнародне визнання, а п'єса Брехта з тих пір не сходила зі сцени; до неї знову і знову звертався і театр Брехта: в 1971 році «Життя Галілея» ставив Фрітц Бенневітц; в 1978-му М. Векверт і Й. Теншерт поставили, під назвою «Галілео Галілей», найбільш ранню, данську редакцію п'єси.